# شصتمین دوره جوایز اسکار
شصتمین دوره مراسم اعطای جوایز اسکار (انگلیسی: 60th Academy Awards) در روز ۱۱ آوریل ۱۹۸۸ در شراین ادیتوریوم لوس آنجلس برگزار شد. در این مراسم بهترین فیلم‌های سال ۱۹۸۷ جهان به انتخاب آکادمی علوم و هنرهای تصاویر متحرک جایزه گرفتند.
چوی چیس مجری این مراسم بود

## جوایز

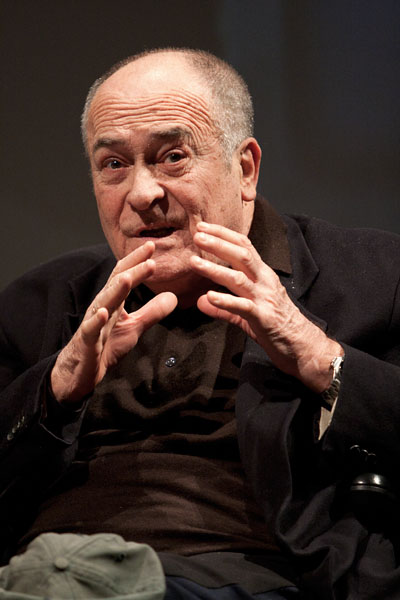
برناردو برتولوچی، Best Director winner

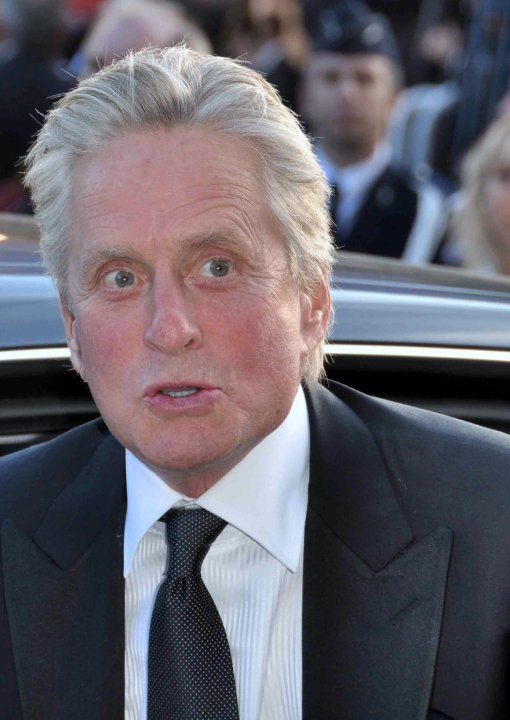
مایکل داگلاس، Best Actor winner

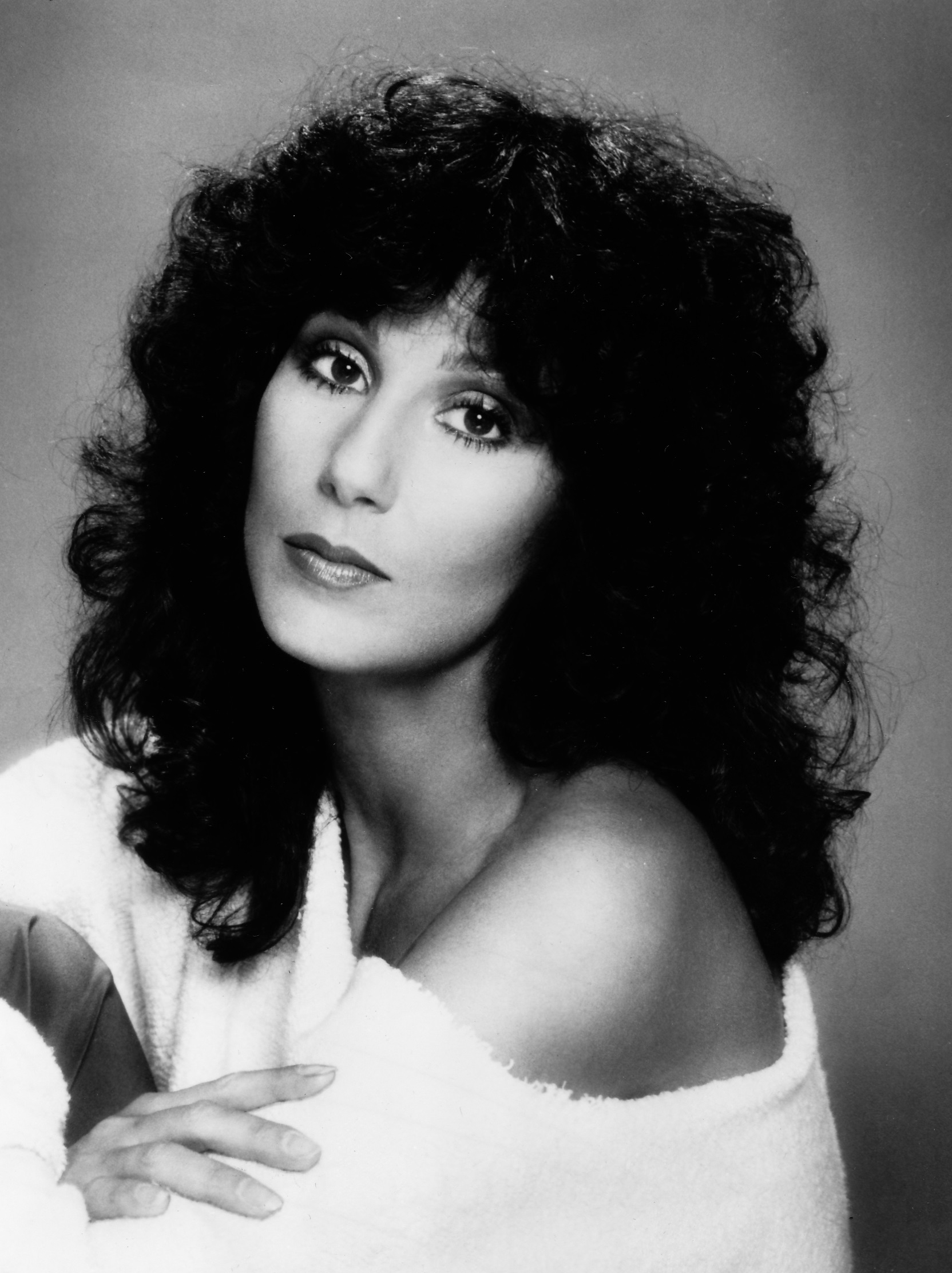
شر (خواننده), Best Actress winner

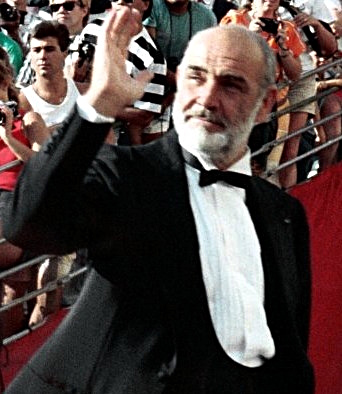
شان کانری، Best Supporting Actor winner

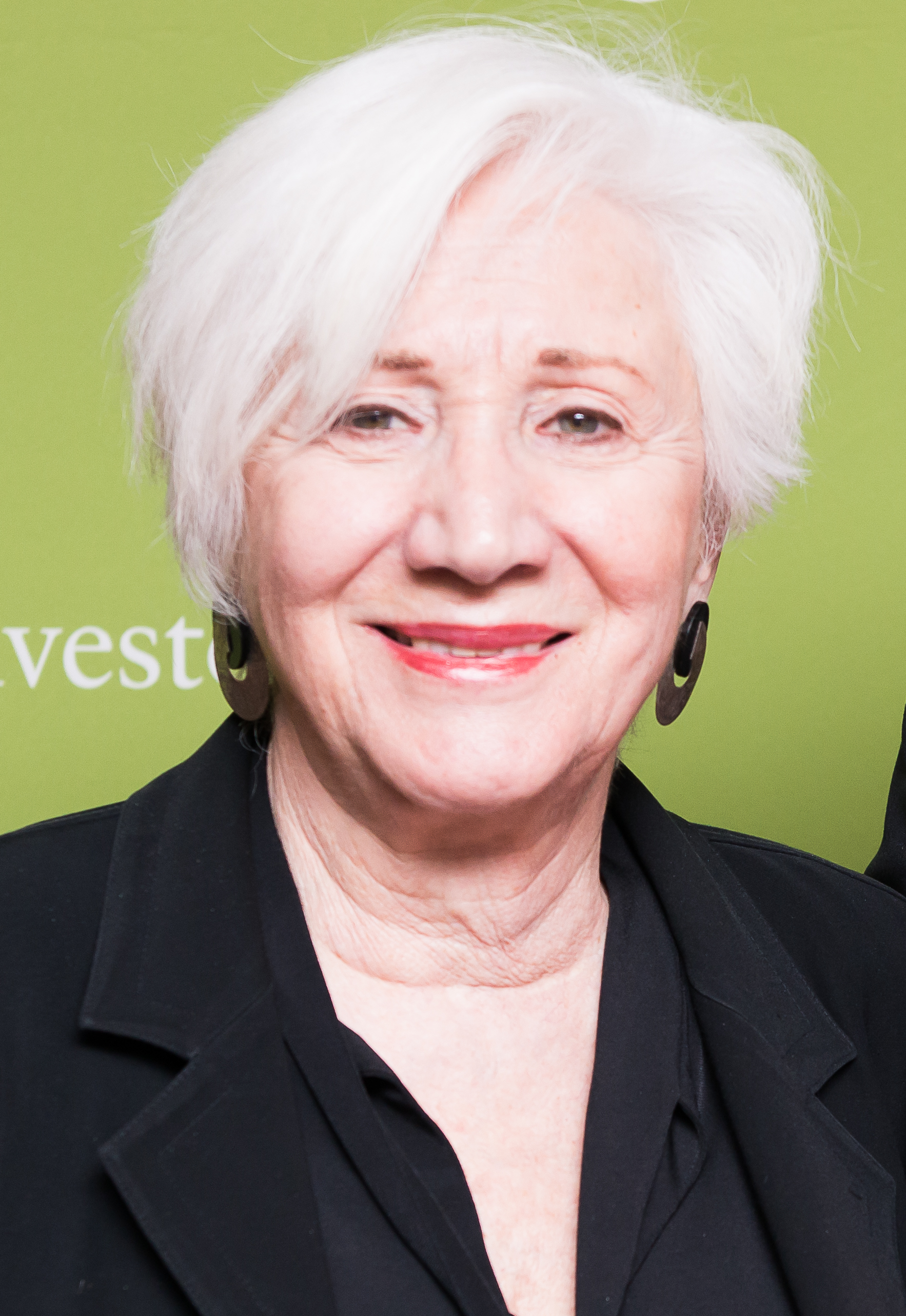
المپیا دوکاکیس، Best Supporting Actress winner

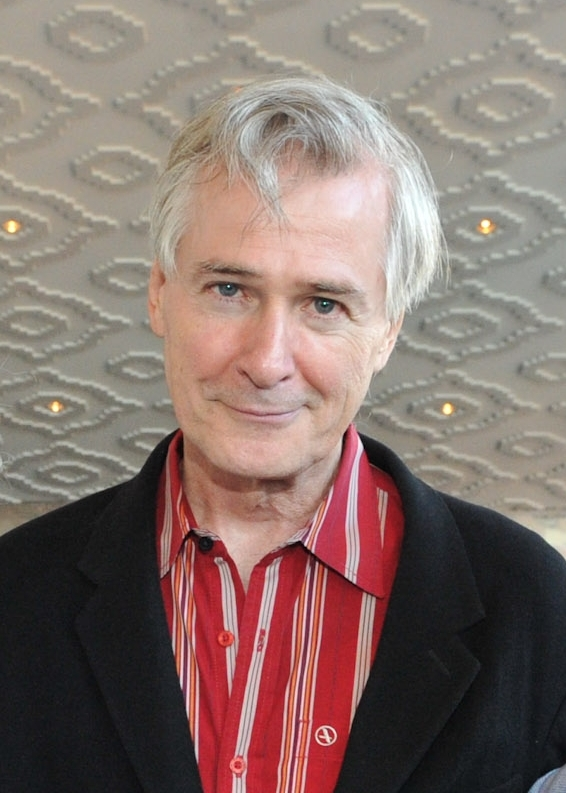
جان پاتریک شنلی، Best Original Screenplay winner

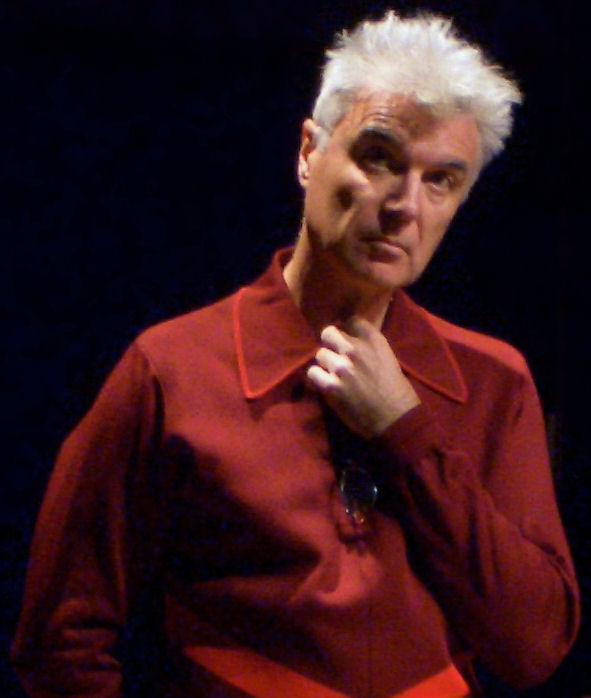
دیوید برن، Best Original Score co-winner

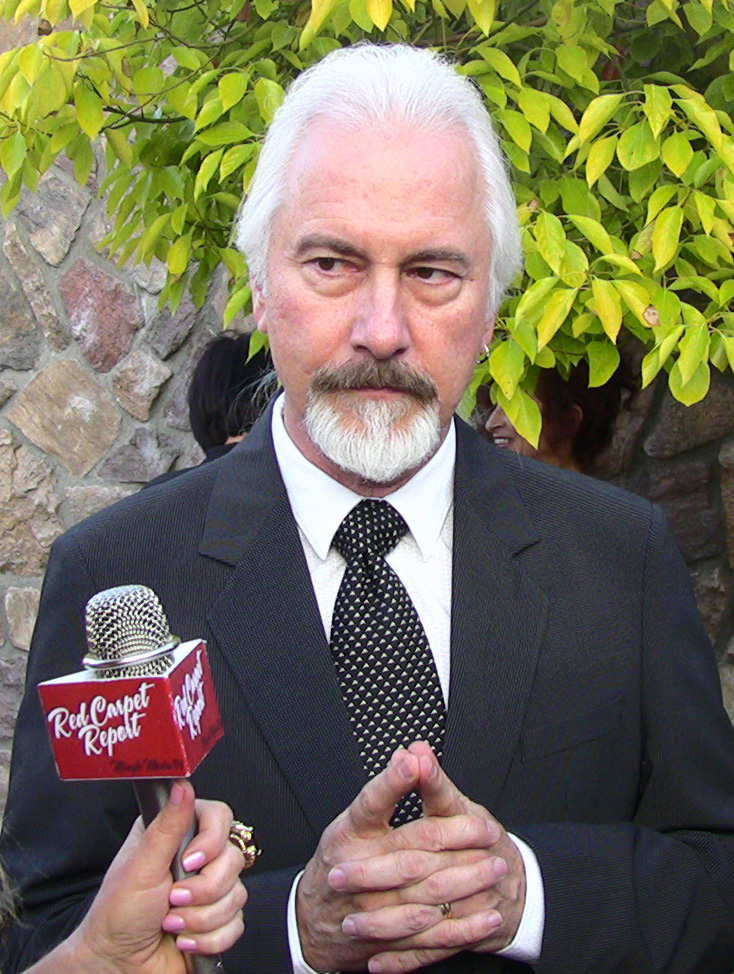
ریک بیکر (چهره‌پرداز), Best Makeup winner

Winners are listed first, highlighted in boldface, and indicated with a double dagger ().
| جایزه اسکار بهترین فیلم - آخرین امپراتور – جرمی توماس - اخبار تلویزیون – جیمز ال. بروکس - جذابیت مرگبار – استنلی آر. جفی، شری لانسینگ - امید و افتخار – جان بورمن - ماه‌زده – نورمن جویسون، Patrick Palmer | جایزه اسکار بهترین کارگردانی - برناردو برتولوچی – آخرین امپراتور - جان بورمن – امید و افتخار - لاسه هالستروم – زندگی من مانند سگ - نورمن جویسون – ماه‌زده - آدریان لین – جذابیت مرگبار |
| جایزه اسکار بهترین بازیگر نقش اول مرد - مایکل داگلاس – وال استریت در نقش Gordon Gekko - ویلیام هرت – اخبار تلویزیون در نقش Tom Grunick - مارچلو ماسترویانی – چشمان سیاه در نقش Romano - جک نیکلسون – آیرن‌وید در نقش Francis Phelan - رابین ویلیامز – صبح به خیر، ویتنام در نقش Adrian Cronauer | جایزه اسکار بهترین بازیگر نقش اول زن - شر (خواننده) – ماه‌زده در نقش Loretta Castorini - گلن کلوز – جذابیت مرگبار در نقش Alex Forrest - هالی هانتر – اخبار تلویزیون در نقش Jane Craig - سالی کیرکلند – آنا در نقش الژبی‌یتا چژافسکا - مریل استریپ – آیرن‌وید در نقش Helen Archer |
| جایزه اسکار بهترین بازیگر نقش مکمل مرد - شان کانری – تسخیرناپذیران در نقش Jim Malone - آلبرت بروکس – اخبار تلویزیون در نقش Aaron Altman - مورگان فریمن – مهارت شهرنشینی در نقش Leo "Fast Black" Smalls, Jr. - وینسنت گاردنیا – ماه‌زده در نقش Cosmo Castorini - دنزل واشینگتن – آزادی را فریاد کن در نقش استیو بیکو | جایزه اسکار بهترین بازیگر نقش مکمل زن - المپیا دوکاکیس – ماه‌زده در نقش Rose Castorini - نورما آلیاندرو – Gaby: A True Story در نقش Florencia Sánchez Morales - آن آرچر – جذابیت مرگبار در نقش Beth Gallagher - ان رمزی – مامانو از قطار بنداز پایین در نقش Mrs. Lift - آن سوترن – The Whales of August در نقش Tisha Doughty |
| جایزه اسکار بهترین فیلم‌نامه غیراقتباسی - ماه‌زده – جان پاتریک شنلی - اخبار تلویزیون – جیمز ال. بروکس - خداحافظ بچه‌ها – لویی مال - امید و افتخار – جان بورمن - روزگار رادیو – وودی آلن | جایزه اسکار بهترین فیلم‌نامه اقتباسی - آخرین امپراتور – مارک پپلو و برناردو برتولوچی from From Emperor to Citizen: The Autobiography of Aisin-Gioro Pu Yi by پویی - مردگان – Tony Huston from "مردگان (داستان کوتاه)" by جیمز جویس - جذابیت مرگبار – James Dearden from Diversion by James Dearden - غلاف تمام‌فلزی – استنلی کوبریک، مایکل هر و Gustav Hasford from The Short-Timers by Gustav Hasford - زندگی من مانند سگ – لاسه هالستروم، Reidar Jonsson, Brasse Brannstrom and Per Berglund from Mitt liv som hund by Reidar Jönsson           |
| جایزه اسکار بهترین فیلم خارجی‌زبان - ضیافت بابت (Denmark) in زبان دانمارکی و زبان فرانسوی – گابریل آکسل - خداحافظ بچه‌ها (France) in French – لویی مال - Course Completed (Spain) in زبان اسپانیایی – خوزه لوئیس گارسی - خانواده (Italy) in زبان ایتالیایی – اتوره اسکولا - Pathfinder (Norway) in زبان‌های سامی (اورالی) – نیلس گوپ | جایزه اسکار بهترین تدوین - آخرین امپراتور – گابریلا کریستیانی - اخبار تلویزیون – ریچارد مارکز - امپراتوری خورشید – مایکل کان - جذابیت مرگبار – مایکل کان و پیتر ئی. برگر - پلیس آهنی – فرانک جی. اوریوست |
| Best Documentary Feature - ده سال ناهار – Aviva Slesin - Eyes on the Prize: America's Civil Rights Years/Bridge to Freedom 1965 – Callie Crossley and James A. DeVinney - Hellfire: A Journey from Hiroshima – John Junkerman و جان داور - Radio Bikini – Robert Stone - A Stitch for Time – Barbara Herbich و Cyril Christo | Best Documentary Short Subject - Young at Heart – Sue Marx and Pamela Conn - Frances Steloff: Memoirs of a Bookseller – Deborah Dickson - In the Wee Wee Hours... – فرانک دانیل and Izak Ben-Meir - Language Says It All – Megan Williams - Silver Into Gold – Lynn Mueller |
| جایزه اسکار بهترین فیلم کوتاه - Ray's Male Heterosexual Dance Hall – جاناتان سنگر and Jana Sue Memel - Making Waves – Ann Wingate - Shoeshine – Robert A. Katz | جایزه اسکار بهترین پویانمایی کوتاه - The Man Who Planted Trees – فردریک بک - George and Rosemary – Eunice Macaulay - Your Face – بیل پلیمپتون |
| جایزه اسکار بهترین موسیقی فیلم - آخرین امپراتور – دیوید برن، تسونگ سو و ریوئیچی ساکاموتو - آزادی را فریاد کن – جرج فنتون، Jonas Gwangwa - امپراتوری خورشید – جان ویلیامز - تسخیرناپذیران – انیو موریکونه - جادوگران ایست‌ویک – جان ویلیامز | جایزه اسکار بهترین ترانه - "(I've Had) The Time of My Life" from رقص کثیف – Music by فرنک پرویتی، جان دنیکلا and Donald Markowitz; Lyric by فرنک پرویتی - "Cry Freedom" from آزادی را فریاد کن – Music and Lyric by جرج فنتون و Jonas Gwangwa - "Nothing's Gonna Stop Us Now" from مانکن – Music and Lyric by Albert Hammond و دایان وارن - "Shakedown" from پلیس بورلی هیلز ۲ – Music by هارولد فالترمایر و کیث فورسی; Lyric by هارولد فالترمایر، کیث فورسی و باب سیگر - "Storybook Love" from عروس شاهزاده – Music and Lyric by Willy DeVille |
| Best Sound - آخرین امپراتور – Bill Rowe و Ivan Sharrock - امپراتوری خورشید – Robert Knudson, Don Digirolamo, John Boyd و Tony Dawe - اسلحه مرگبار – Les Fresholtz, Dick Alexander, Vern Poore و Bill Nelson - پلیس آهنی – Michael J. Kohut, Carlos Delarios, Aaron Rochin و Robert Wald - جادوگران ایست‌ویک – Wayne Artman, Tom Beckert, Tom E. Dahl Art Rochester | جایزه اسکار بهترین جلوه‌های تصویری - فضای درون – Dennis Muren, Bill George, Harley Jessup و Kenneth F. Smith - غارتگر – Joel Hynek, Robert M. Greenberg, Richard Greenberg و استن وینستون |
| جایزه اسکار بهترین طراحی صحنه - آخرین امپراتور – Art Direction: فردیناندو اسکارفیوتی; Set Decoration: Bruno Cesari و Osvaldo Desideri - امپراتوری خورشید – Art Direction: Norman Reynolds; Set Decoration: Harry Cordwell - امید و افتخار – Art Direction: Anthony Pratt; Set Decoration: جوآن وولارد - روزگار رادیو – Art Direction: Santo Loquasto; Set Decoration: Carol Joffe, Leslie Bloom و George DeTitta, Jr. - تسخیرناپذیران – Art Direction: Patrizia von Brandenstein و William A. Elliott; Set Decoration: Hal Gausman | جایزه اسکار بهترین فیلمبرداری - آخرین امپراتور – ویتوریو استورارو - اخبار تلویزیون – مایکل بالهاوس - امپراتوری خورشید – آلن داویا - امید و افتخار – فیلیپ روسلوت - Matewan – هسکل وکسلر |
| Best Makeup - هری و خانواده هندرسون – ریک بیکر (چهره‌پرداز) - سال نو مبارک (فیلم ۱۹۸۷) – Bob Laden | جایزه اسکار بهترین طراحی لباس - آخرین امپراتور – جیمز اچیسون - مردگان – دوروتی جیکنس - امپراتوری خورشید – Bob Ringwood - موریس (فیلم) – جنی بیون و John Bright - تسخیرناپذیران – Marilyn Vance-Straker |

## جایزه اسکار یادبود ایروینگ جی. تالبرگ
The award honors “creative producers whose bodies of work reflect a consistently high quality of motion picture production. ”
- بیلی وایلدر[۴]

## جایزه اسکار دست‌آورد ویژه
- Stephen Flick و John Pospisil
  - "For the sound effects editing of پلیس آهنی".[۵]

## فیلم‌های با بیش از یک جایزه یا نامزدی
| Nominations | Film              |
| ----------- | ----------------- |
| ۹           | آخرین امپراتور    |
| ۷           | اخبار تلویزیون    |
| ۶           | امپراتوری خورشید  |
| ۶           | جذابیت مرگبار     |
| ۶           | ماه‌زده            |
| ۵           | امید و افتخار     |
| ۴           | تسخیرناپذیران     |
| ۳           | آزادی را فریاد کن |
| ۲           | خداحافظ بچه‌ها     |
| ۲           | مردگان            |
| ۲           | آیرن‌وید           |
| ۲           | زندگی من مانند سگ |
| ۲           | روزگار رادیو      |
| ۲           | پلیس آهنی         |
| ۲           | جادوگران ایست‌ویک  |

| Awards | Film           |
| ------ | -------------- |
| ۹      | آخرین امپراتور |
| ۳      | ماه‌زده         |